# 玉具剑

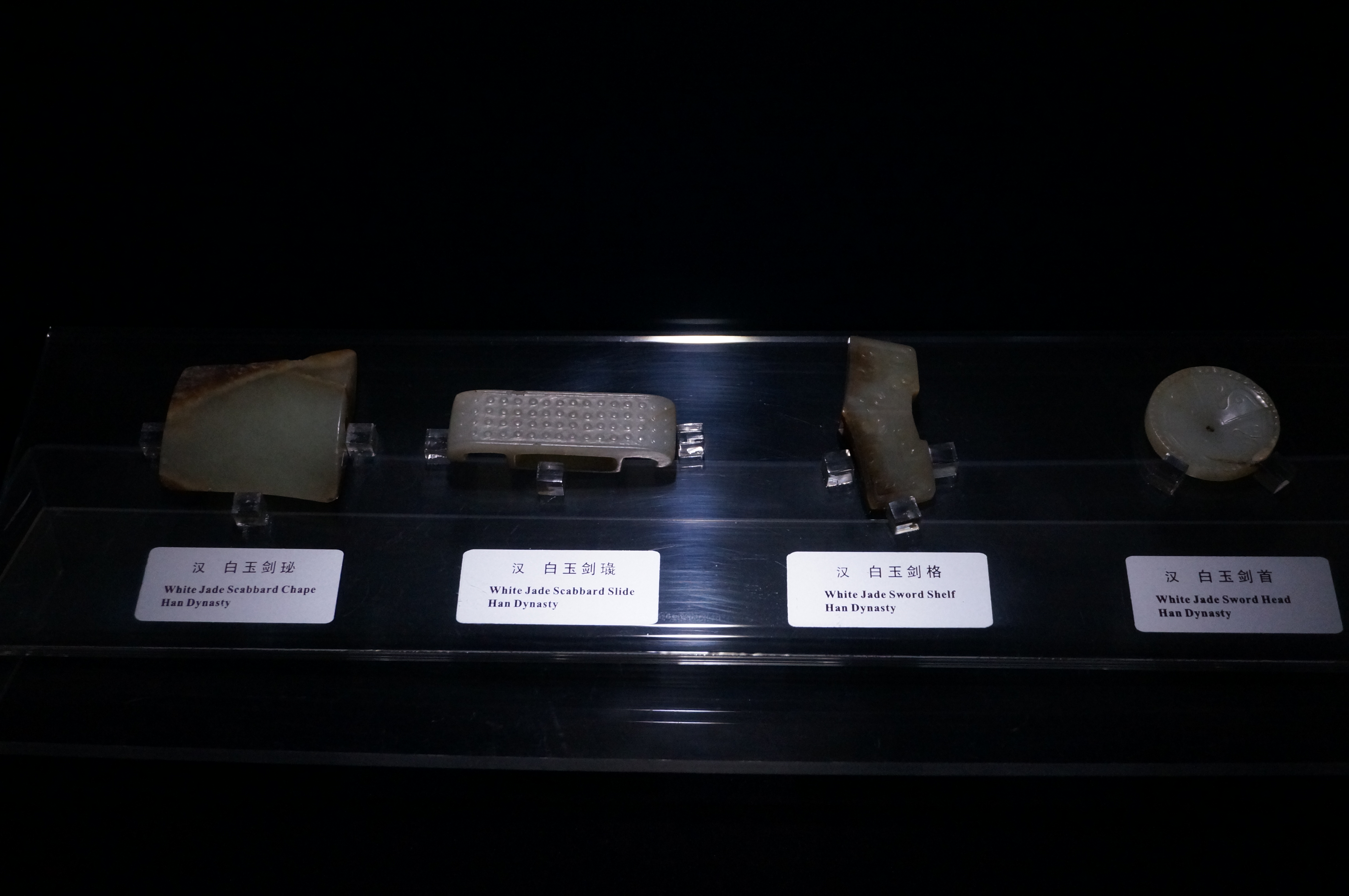
汉代玉具剑白玉饰件，自右至左分别为剑首、剑格、剑璏、剑珌，常熟博物馆藏。

玉具剑亦称具剑或玉头剑，为中国古代的一种以玉为装饰构件的佩剑，多为地位较高的贵族使用，始于东周，流行于西汉，其中西汉时出现剑首、剑格（以上饰于剑身）、剑璏和剑珌（以上饰于剑鞘）四件玉具齐备的玉具剑，常饰有云纹、谷纹及龙虎凤鸟、兽面等。